# Wirtel (Baukunst)

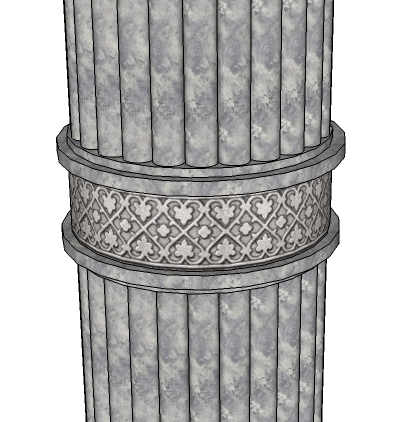
Schaftring

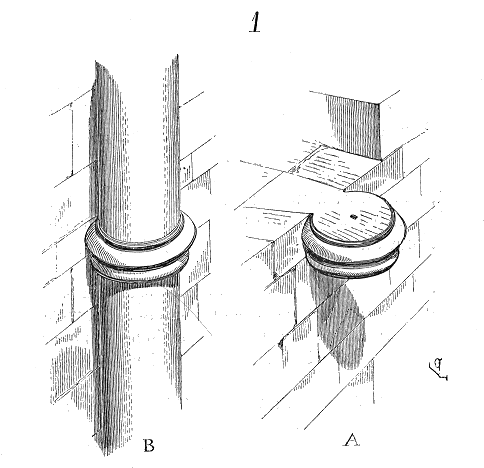
Wirtel mit Zungenstein, der in die rückwärtige Wand einbindet

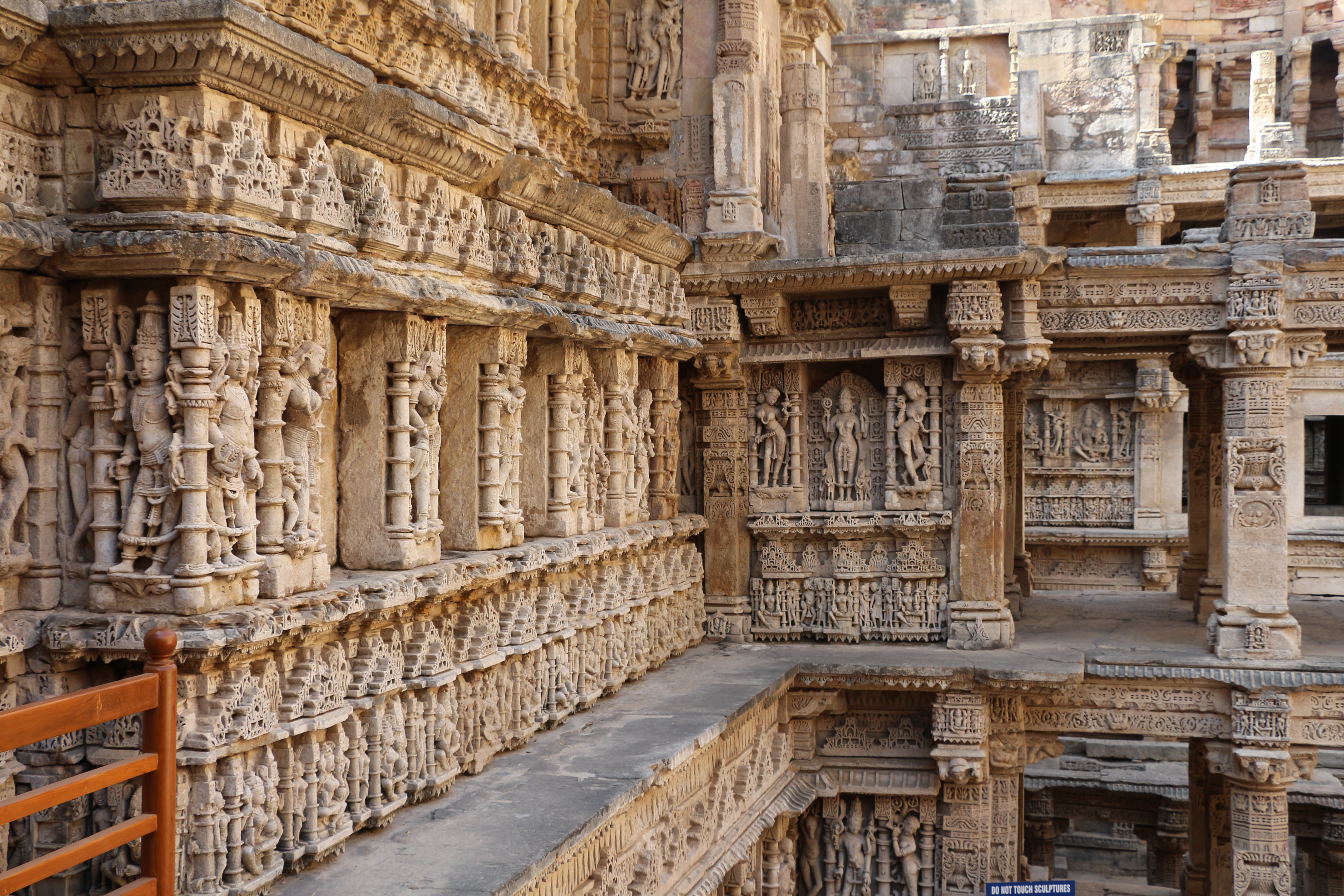
Rani Ki Vav-Stufenbrunnen bei Patan, Gujarat, Indien

Ein Wirtel oder Schaftring ist ein plastisch vortretender Ring um den Schaft einer Säule oder eines Rundpfeilers. Bauelemente, die einen Schaftring besitzen, werden auch als „gewirtelt“ bezeichnet.

## Geschichte
Die Verwendung des Schaftringes geht in der europäischen Kunst bis auf das 12. Jahrhundert zurück und ist ein Stilelement der Romanik und Gotik.
In der mittelalterlichen Architektur Indiens erscheinen Schaftringe in runder oder eckiger Form – konstruktiv allerdings unwirksam – an Ziersäulen oder -pfeilern bereits 100 oder 200 Jahre früher – so z. B. am Rani Ki Vav-Stufenbrunnen bei Patan, Gujarat, oder an den Tempeln von Nagda bei Udaipur, Rajasthan.

## Funktion
Neben der gestalterischen Wirkung erfüllt der Wirtel bzw. Schaftring auch einen konstruktiven Zweck: Durch ihn wurde der Querschnitt in der Mitte der Säule vergrößert, sodass das Versagensrisiko der Stütze (Knickgefahr) reduziert werden konnte. Bei knapp vor einer Wand stehenden Säulen, z. B. bei den Stufengewänden eines gotischen Portals, sind die Wirtelscheiben meist als separates Werkstück ausgeführt und binden hinten mit einem Zungenstein ins Mauerwerk ein. Dadurch ergibt sich eine zusätzliche Stabilisierung gegen Knicken. Bei der Gestaltung des Schaftringes verwendete man viele unterschiedliche Formen und Ornamente. Der Betrachter sollte den Eindruck gewinnen, der Ring bündele die vielen Einzelpfeiler zu einem Gesamtpfeiler. Durch diesen Effekt gewann die Säule auch optisch mehr Tragfähigkeit.